# The Dutchmans Stern
The Dutchmans Stern är ett berg i Australien. Det ligger i delstaten South Australia, omkring 300 kilometer norr om delstatshuvudstaden Adelaide. Toppen på The Dutchmans Stern är 838 meter över havet.
The Dutchmans Stern är den högsta punkten i trakten. Trakten runt The Dutchmans Stern är nära nog obefolkad, med mindre än två invånare per kvadratkilometer.. Närmaste större samhälle är Quorn, nära The Dutchmans Stern.
Omgivningarna runt The Dutchmans Stern är i huvudsak ett öppet busklandskap. Genomsnittlig årsnederbörd är 358 millimeter. Den regnigaste månaden är februari, med i genomsnitt 59 mm nederbörd, och den torraste är oktober, med 7 mm nederbörd.